# Eugène Bourgeois
Claude Eugène Hippolyte Bourgeois (Morlaix, 12 marzo 1818 – Taulé, 28 agosto 1847) è stato un drammaturgo francese.
Bourgeois nacque a Morlaix. Ricordato per aver collaborato con Émile Souvestre per Pasteur ou l'Évangile et le foyer, adattato da Francesco Maria Piave nel libretto di Stiffelio di Giuseppe Verdi. Collaborò con Souvestre anche su altre due opere, e scrisse alcune opere da solo. Morì all'età di 29 anni, a Penzé-en-Taulé.